# Общая стратиграфическая шкала
Общая стратиграфическая шкала (ОСШ) — стратиграфическая шкала, принятая в СССР и использующаяся в России. Местами отличается от Международной стратиграфической шкалы (МСШ).

## Отличия и сходства с МСШ
В ОСШ архей делится на две эонотемы, в МСШ — на три подразделения, именуемые эратемы. Классификация докембрия в ОСШ и МСШ отличается, но из девяти датировок границ четыре совпадают и три имеют небольшие отклонения.

## История
Во 2-й половине XIX века была предпринята попытка унифицировать классификацию различных геологических отрезков времени и слоёв, однако она затянулась на десятилетия. В 1970 году появился первый проект Стратиграфического кодекса СССР, где было введено понятие Общей стратиграфической шкалы. Второй проект Кодекса определил её как «совокупность общих (планетарных) стратиграфических подразделений (в их полных объёмах), расположенных в порядке их стратиграфической последовательности и таксономической соподчиненности». Параллельно на Западе разрабатывалась Международная стратиграфическая шкала.
После распада СССР ОСШ была утверждена Межведомственным стратиграфическим комитетом России (МСК) и является обязательной для использования в Российской Федерации. Дальнейшие изменения ОСШ после их утверждения в МСК публиковались в «Постановлениях МСК» и оперативно передавались в Научно-редакционный совет Роснедра для учёта при геологической съёмке, составлении государственных геологических карт и обзорных карт геологической тематики.